# フランシス・ノウルズ (初代ノウルズ子爵)
初代ノウルズ子爵フランシス・ノウルズ（英: Francis Knollys, 1st Viscount Knollys,GCB GCVO KCMG ISO PC、1837年7月16日 - 1924年8月15日）は、イギリスの廷臣、軍人、貴族。国王エドワード7世、ジョージ5世の二代にわたって国王秘書官を務めた。
エドワード7世を王太子時代から補佐し、国王在位期も「国王の代弁者」と評されるほど執務を取りしきった。国王崩御後、その子のジョージ5世を引き続き支え、議会法危機では国王の意思決定に影響を及ぼす助言を行った。その評価は、毀誉褒貶相半ばする。

## 生涯
陸軍軍人サー・ウィリアム・ノウルズの次男としてロンドンで生まれる。兄に陸軍中佐ウィリアム(1833-没年未詳)、弟にモード王女（ノルウェー国王ホーコン7世の妃）秘書官を務めたヘンリー(1840-没年未詳)がいる。
生家のノウルズ家は、初代バンベリー伯爵ウィリアム・ノウルズ（廷臣、エリザベス1世の会計検査官）の流れを汲む一族である。
父がチャンネル諸島・ガーンジー島の副総督（国王代理）に任じられたため、ノウルズもガーンジー島で教育を受けた。

1851年から3年間、サンドハースト陸軍士官学校に通い、第23歩兵連隊に所属した。しかしすぐに軍人に向いてないと感じ、国家公務員（会計検査院の下級検査官）に転じた。　

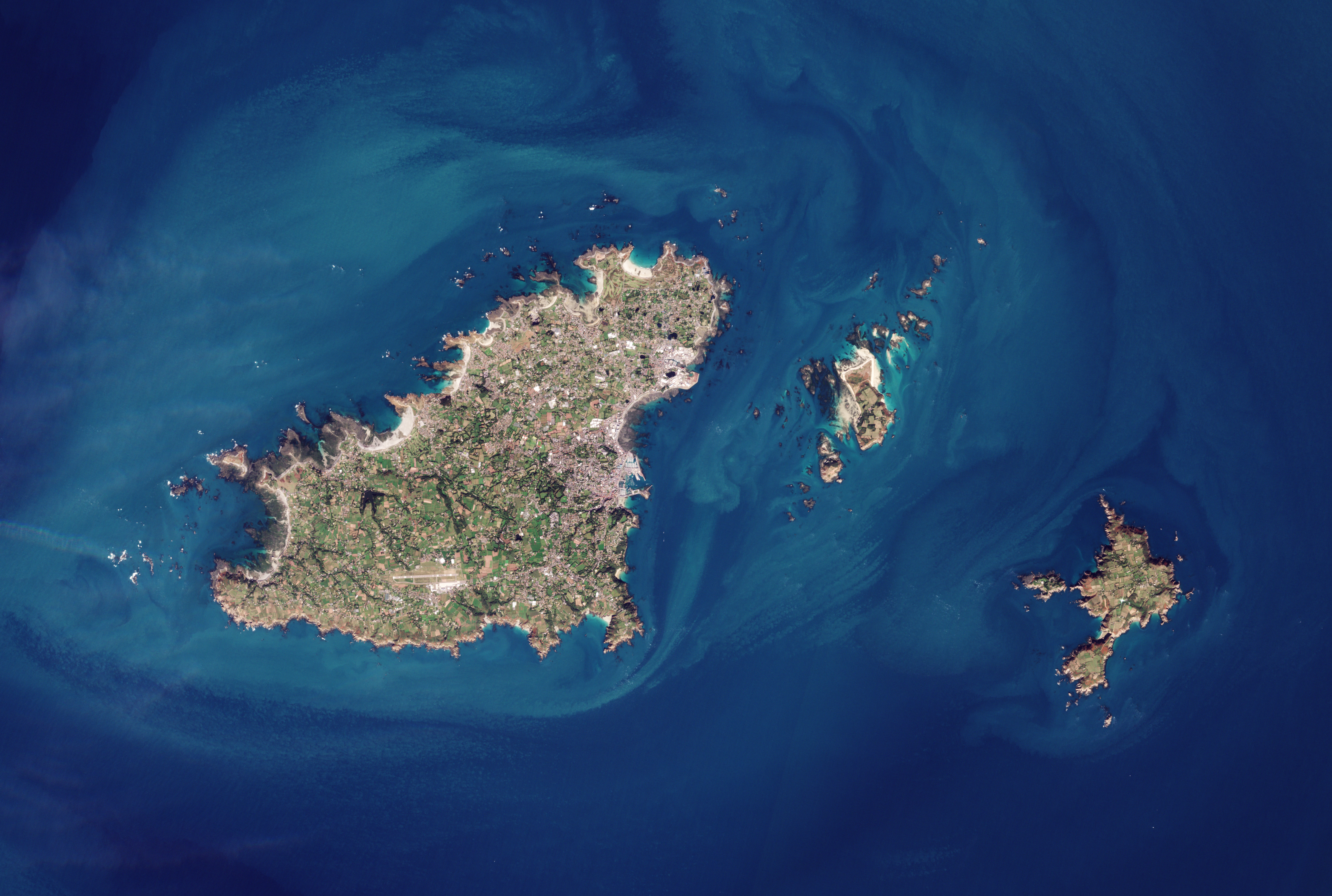
ノウルズの育ったガーンジー島
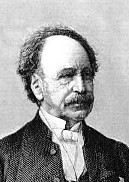
父サー・ウィリアム・ノウルズ（英語版）
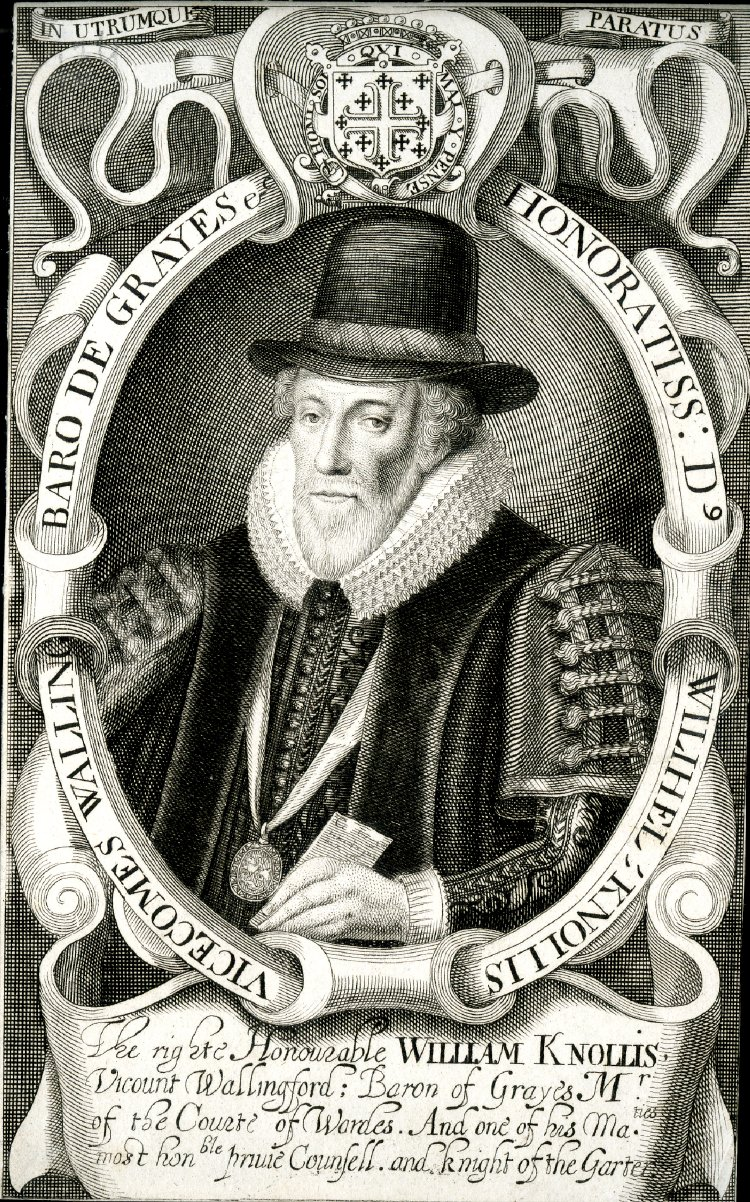
一族の祖とされる初代バンベリー伯爵ウィリアム・ノウルズ（英語版）

### 王太子秘書官時代
父ウィリアムはアルバート公（女王ヴィクトリア王配）の知遇を得て、軍事教育評議会の議長を務めていた。1862年、父がアルバート公の息子エドワード王太子（愛称：バーティ）付きの会計局長官及び王室財務官となった。ノウルズは会計局長官の父を手伝うようになり、そこで王太子と知り合いになった。
1870年、バーティ王太子付きの秘書官に就任した。ヴィクトリア女王はこの人事に反対していたが、バーティ王太子は母に「近頃ノウルズは、私によく仕えており、きっと私にあっているように存じます」と手紙を送るなど、ノウルズ秘書官任命の件を押し切った。
就任早々、王太子が「プロイセン封じ込めのため英仏同盟を結ぶべき」という主旨の発言をして物議を醸した。ノウルズも駐プロイセン公使館に弁明に赴くなど対応に奔走し、この件でバーティ王太子の信頼を深めた。
1875年春、王太子の発案で「インド訪問」の計画が始まる。ノウルズは女王秘書官ヘンリー・ポンソンビーを通じて女王、政府の説得を続け、当初反対していたヴィクトリア女王も最終的に計画を認めた。ノウルズは同時にインド通の政治家、軍人、学者からなる顧問団を組織させ、王太子を助けた。11月、王太子は4か月にわたってインド訪問を行った。一行は各地で歓待を受け、訪問は成功に終わった。
以降もノウルズは王太子のために行動した。1890年、ロイヤル・バカラ・スキャンダルで窮地に立たされた王太子を支えたほか、女王が外交文書を王太子に閲覧させない点を歯がゆく思い、女王秘書官に不満を漏らしている。
私生活では、1883年に父が死去しており、ノウルズは兄ウィリアムを差し置いて一族の領地（ブラウンツ・コート(Blount's Court)）を相続している。

### バーティ国王の即位

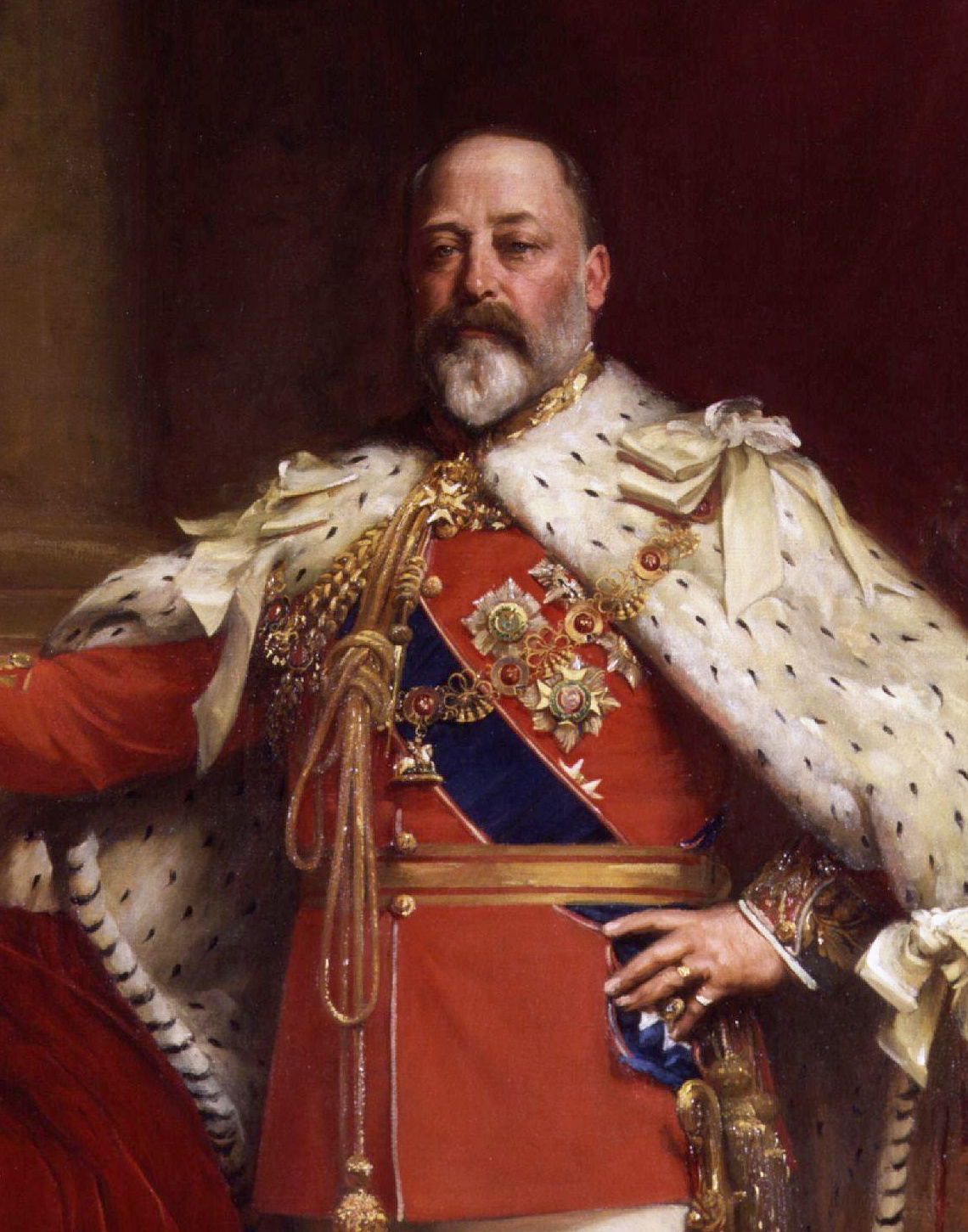
国王として即位したエドワード7世

1901年、母ヴィクトリア女王が崩御し、バーティ王太子が国王「エドワード7世」として即位した。王太子秘書官のノウルズも横滑りして国王秘書官に就任した。ノウルズは、外交官サー・チャールズ・ハーディング、海軍軍人ジョン・アーバスノット・フィッシャー提督、有職故実に秀でた第2代イーシャー子爵レジナルド・ブレットらとともに国王の側近グループを形成した。『英国人名辞典』では、このメンバーが国王に「ドイツ帝国がイギリスに安全保障上の危険をもたらす」と認知させたとしている。そのため、エドワード7世の甥にあたるドイツ皇帝ヴィルヘルム2世は、ノウルズこそイギリス宮廷におけるドイツの主要な敵の一人とみなしていたという。軍事面では、ノウルズはイギリスの海軍力（ド級戦艦の隻数）がドイツ海軍より勝っている点が国防上重要と考えており、海軍の近代化を推し進めるフィッシャー改革を支持した。

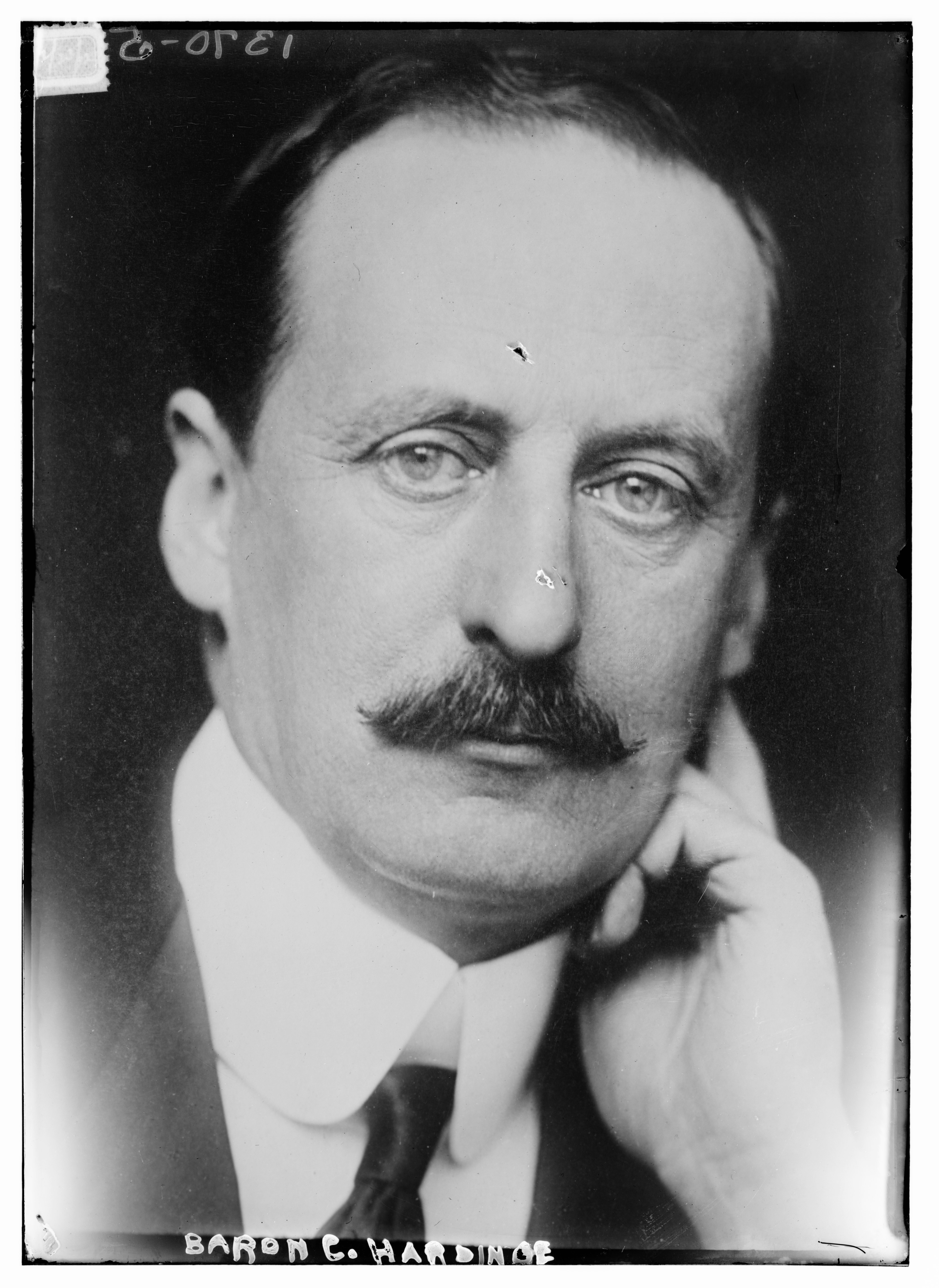
外交官サー・チャールズ・ハーディング（のち初代ペンズハーストのハーディング男爵）。在フランス大使、インド総督を歴任。
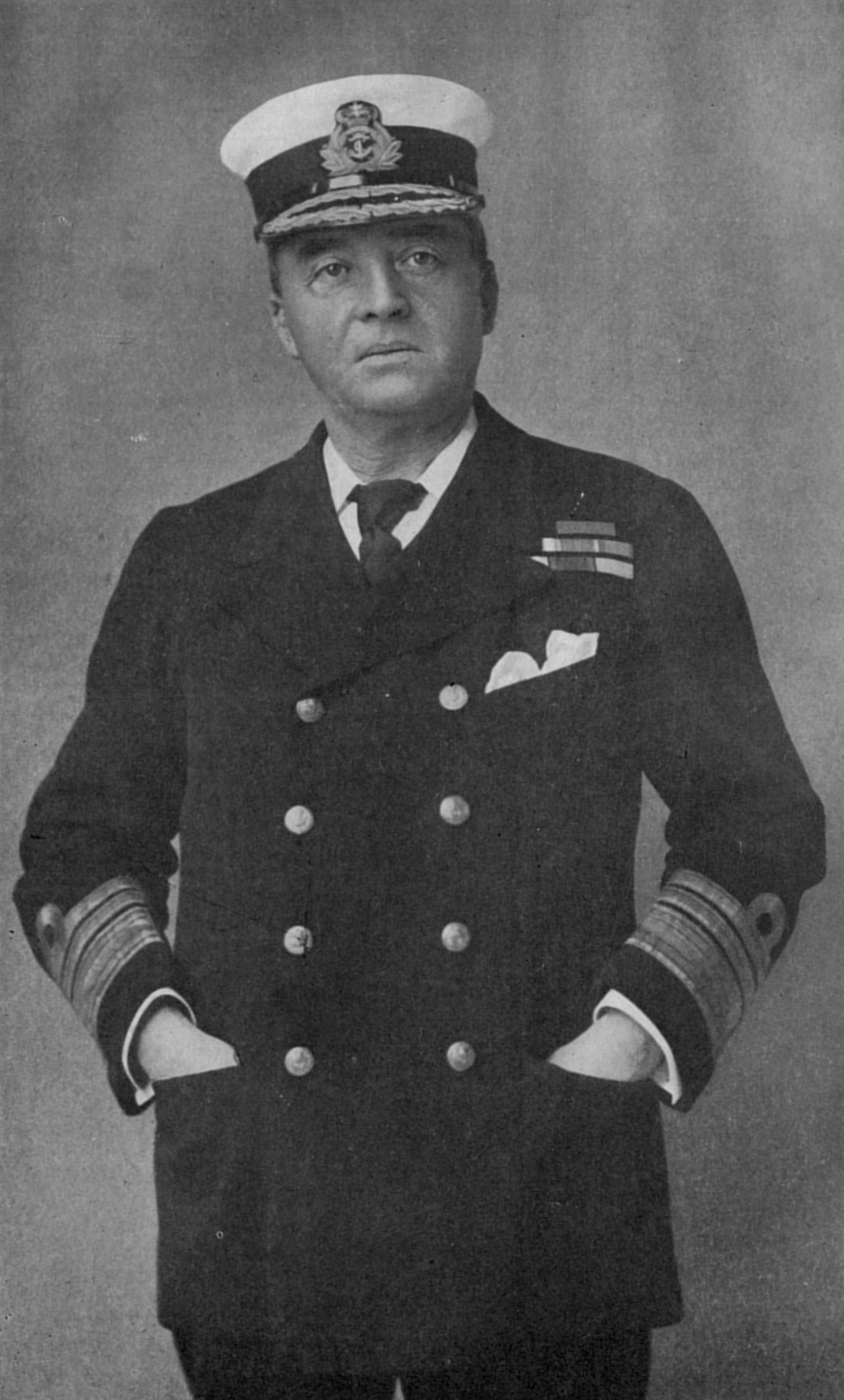
海軍軍人ジョン・アーバスノット・フィッシャー海軍大将（のち初代フィッシャー男爵）。制服組のトップ（第一海軍卿）を務め、戦艦ドレッドノート建造などイギリス海軍の近代化を推進した。
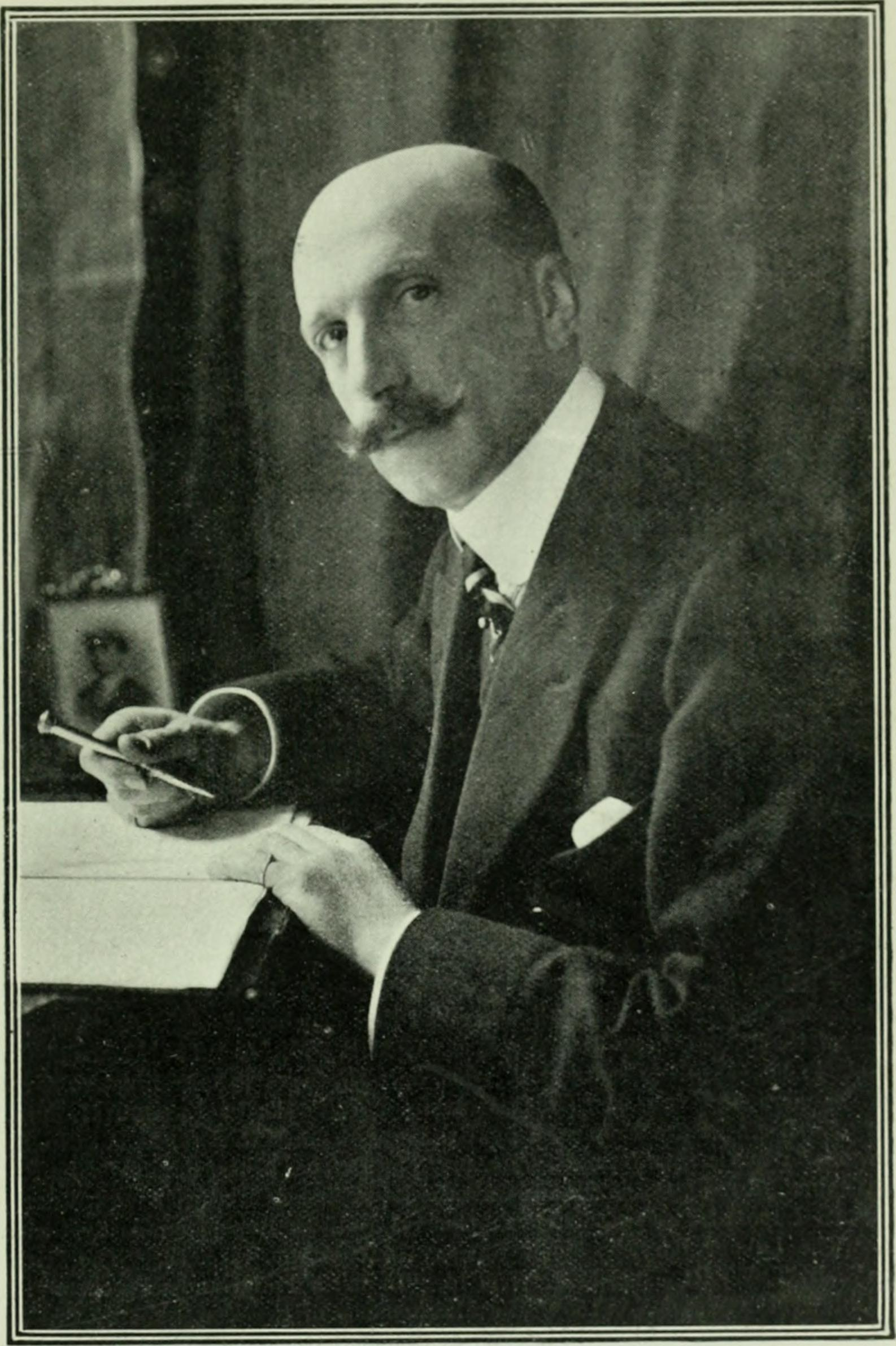
国王側近の貴族第2代イーシャー子爵レジナルド・ブレット（英語版）。儀式典礼に明るく、エドワード7世戴冠式の準備に関わった。

#### 保守党政権期
即位当時は保守党政権（第3代ソールズベリー侯爵ロバート・ガスコイン=セシル首相）であったが、ソールズベリー侯爵はすでに病身であり、1902年に退陣した。代わってその甥のバルフォアが首相に就任した。
この年の6月、戴冠式が行われることが決まった。近日中にペルシャ皇帝モザッファロッディーン・シャーが訪英すると伝わってきたが、これは駐ペルシャ大使サー・アーサー・ハーディングが「訪英すれば亡き父帝が授けられたガーター勲章を授与される公算が高い」と無責任にも語ったことに気をよくしたためだった。大使の要請にもとづき、外相の第5代ランズダウン侯爵ヘンリー・ペティ＝フィッツモーリスは国王にガーターを求めた。しかし国王は「ガーターは非キリスト教徒に授けない」という慣例をもとに断った。諦めないランズダウン侯爵は、再びエドワード7世にこの話を蒸し返して、国王を激怒させた。バルフォア首相はこの件について「しばし様子見」の方針を取ったが、ランズダウン侯爵が辞意を固めたため、バルフォアはノウルズをとおして説得にかかった。しかし国王は意見を曲げなかったため、バルフォアは再び書簡を送り、「ランズダウン卿が陛下から信頼を得ていないとしたら、それは大臣たちすべてが信頼を得ていないことを意味します」と内閣総辞職をも辞さない構えを見せた。ここまでされては国王も折れるしかなく、ノウルズに授与を認める首相あて書簡を送らせた。12月、ペルシャ皇帝はガーター勲爵士となっている。
1904年4月に結ばれた英仏協商をめぐっても、国王とノウルズは、バルフォアと衝突した。バルフォアは協商について議会答弁中に、今後フランスと領土の割譲を取り決めるときは議会に事前に諮ると述べた。しかし領土の割譲は議会ではなく、君主の裁量（国王大権）に属する権能であり、新聞でもバルフォアの答弁は疑問を呈された。これを知ったエドワード7世は「国王大権の侵犯にほかならない」と激怒し、ノウルズを通じて首相に説明を求めたが、「法律の専門家や外務省高官と相談のうえ発言した」とのらりくらり弁明するだけであった。
このように、とかく王室と衝突しがちなバルフォア内閣であったが、この政権は政治危機（関税改革問題）でたじろいだ。バルフォアは保守党の分裂を避けるため、1905年12月に内閣総辞職した。
自由党（党首：サー・ヘンリー・キャンベル=バナマン）へと政権交代がおきる流れとなったが、自由党もキャンベル=バナマンら小英国主義派と、ローズベリー元首相、ハーバート・アスキスら自由帝国主義派に分かれており、決して一枚岩ではなかった。当初、アスキスらはキャンベル=バナマン内閣への入閣に難色を示していたが、国王秘書官のノウルズが自由党有力幹部に両派に協力を求める書簡を送るなど便宜をはかった。これが功を奏して、アスキス派も入閣を了承し、晴れてキャンベル=バナマン内閣が成立する運びとなった。

#### 自由党政権期
こうして発足したキャンベル=バナマン内閣であったが、野党党首バルフォアは政府の重要法案を貴族院で骨抜き、あるいは否決してまわる戦術を取り、キャンベル=バナマン首相をいらだたせた。このころの貴族院は保守党が半永久的に優勢な立場を占めていたからである。
くわえてキャンベル=バナマンは高齢（71歳）からくる健康不安を抱えていた。1908年3月、体調の悪いエドワード7世はフランス・ビアリッツに療養に向かうにあたり、同じく体調不良の首相のもとを訪れ、自分の療養中は政権にとどまってほしいと首相にお願いをした。ノウルズのほうも自由党幹部と重病の首相の後任人事について協議を進め、また国王療養中はノウルズに後継首班問題が一任されることとなった。
翌月（4月）、キャンベル=バナマン首相はいよいよ病状が重くなり内閣総辞職した。後任はハーバート・アスキス大蔵大臣で、アスキスは国王エドワード7世より隣国フランス・ビアリッツで大命降下をうけた。ロンドンに残ったノウルズは首相交代劇に群がるマスコミへの対応に追われた。
アスキス内閣発足後も、与党法案を貴族院でたたきつぶすバルフォアの戦術はあいかわらずで、デビッド・ロイド・ジョージ大蔵大臣は「貴族院はバルフォアのプードルだ」と激しく非難した。1909年4月、ロイド・ジョージ蔵相が「人民予算」を議会に提出した。この予算はドイツとの建艦競争や社会保障費によって財政支出が膨大になったため、財政の均衡を図るために提出されたものだった。11月、貴族院はまたも人民予算案を否決したが、貴族院が金銭法案を否決したことは大きな波紋を呼んだ。そのため1909年12月、アスキス首相は議会の解散を決め、国民に信を問うことにした。もし国王が解散を拒みアスキスが内閣総辞職となると野党党首バルフォアにお鉢が回るはずだったが、このとき自由党は400議席近くを占めており、バルフォアは政権担当の意思を見せなかった。
1910年1月に行われた総選挙の結果は、自由党275、保守党273と、両勢力が拮抗する結果となった（1910年第一次イギリス総選挙）。こののち、国王と貴族院の密約（自由党が勝ったときは予算案を認める）、労働党・アイルランド国民党の支持による後押しにより、人民予算は無事両院を通過することとなった。しかしアスキスら自由党政府の関心は、与党法案を邪魔しつづける貴族院に移っており、争点はすでに「貴族院改革」へと変化していた。そのため同年3月、アスキス首相は貴族院拒否権の制限を盛り込んだ議会法案を提出したが、貴族院は当然大反対であった。
明けて4月27日、ノウルズはランべス宮殿で野党党首バルフォアと極秘の会見をしており、アスキスが仮に総辞職したときは保守党は政権を担うつもりであるとバルフォアから言質を得ている。

政治的危機が深まるなか、エドワード7世は昨年から続く政権不安に疲れ切っていた。休息のため本国とビアリッツを行き来するほどであったが、帰国後の1910年5月6日に気管支炎を悪化させて崩御した。

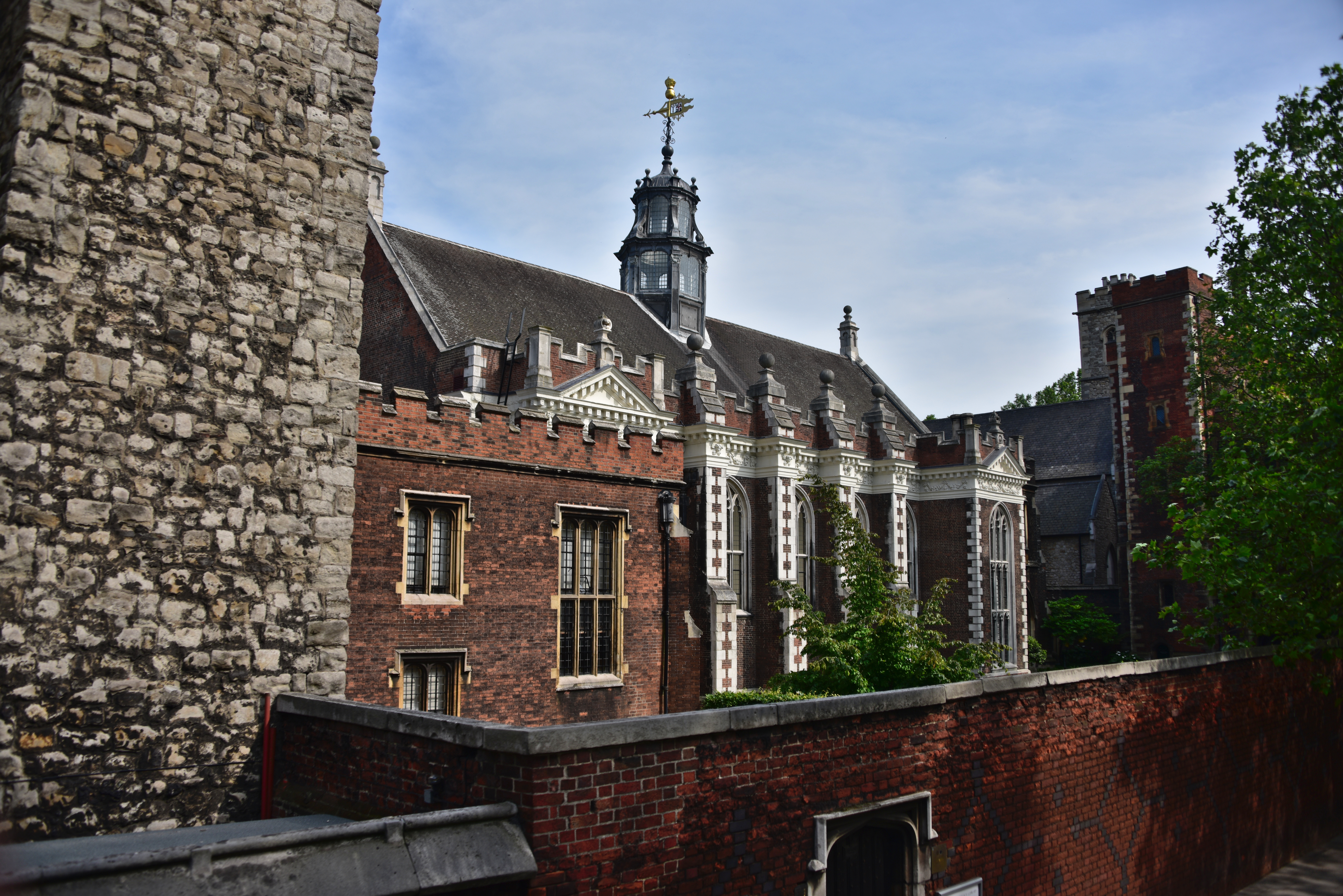
ノウルズとバルフォアが会談したランべス宮殿。
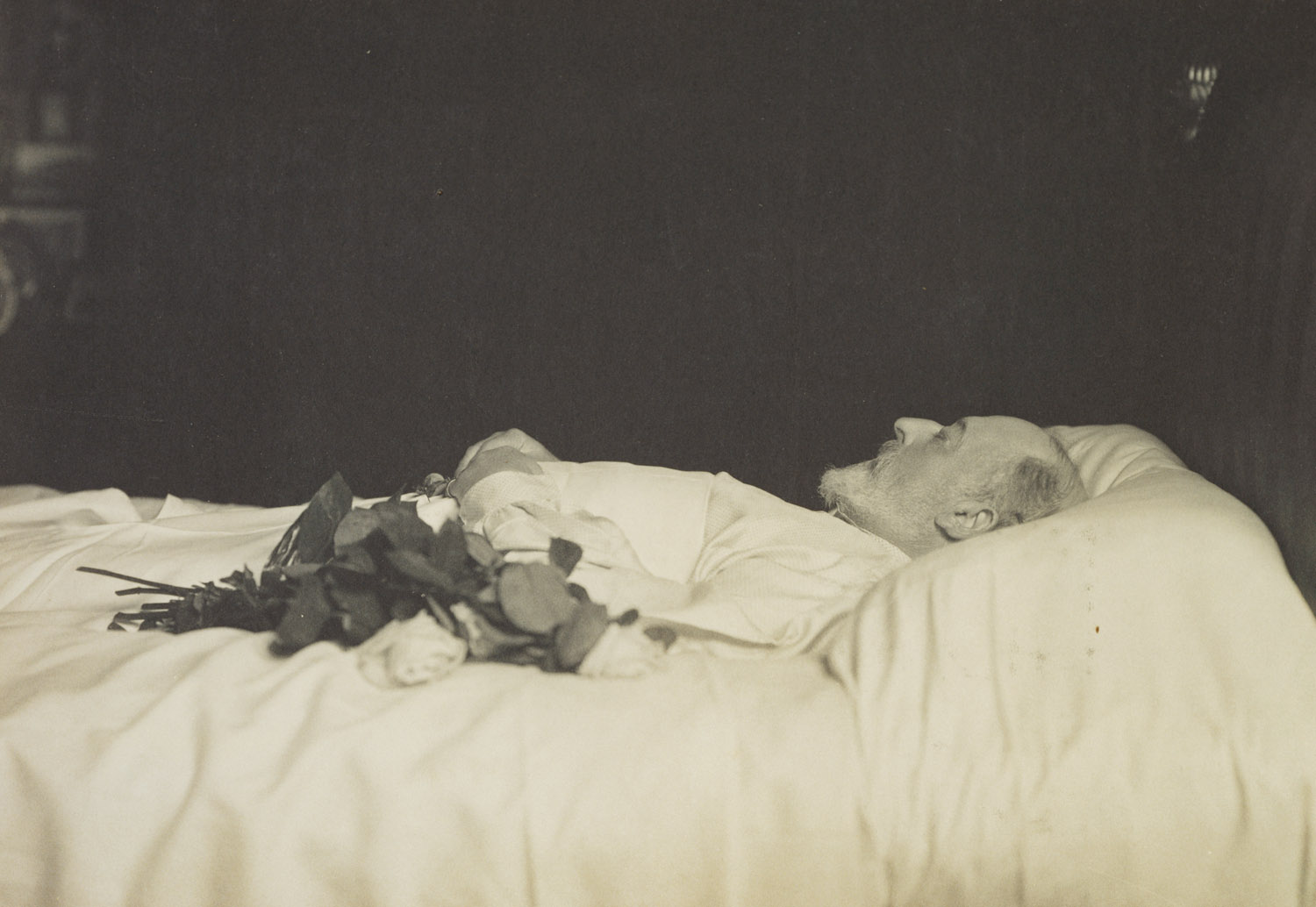
崩御したバーティ国王（1910年）

### ジョージ5世と議会法危機

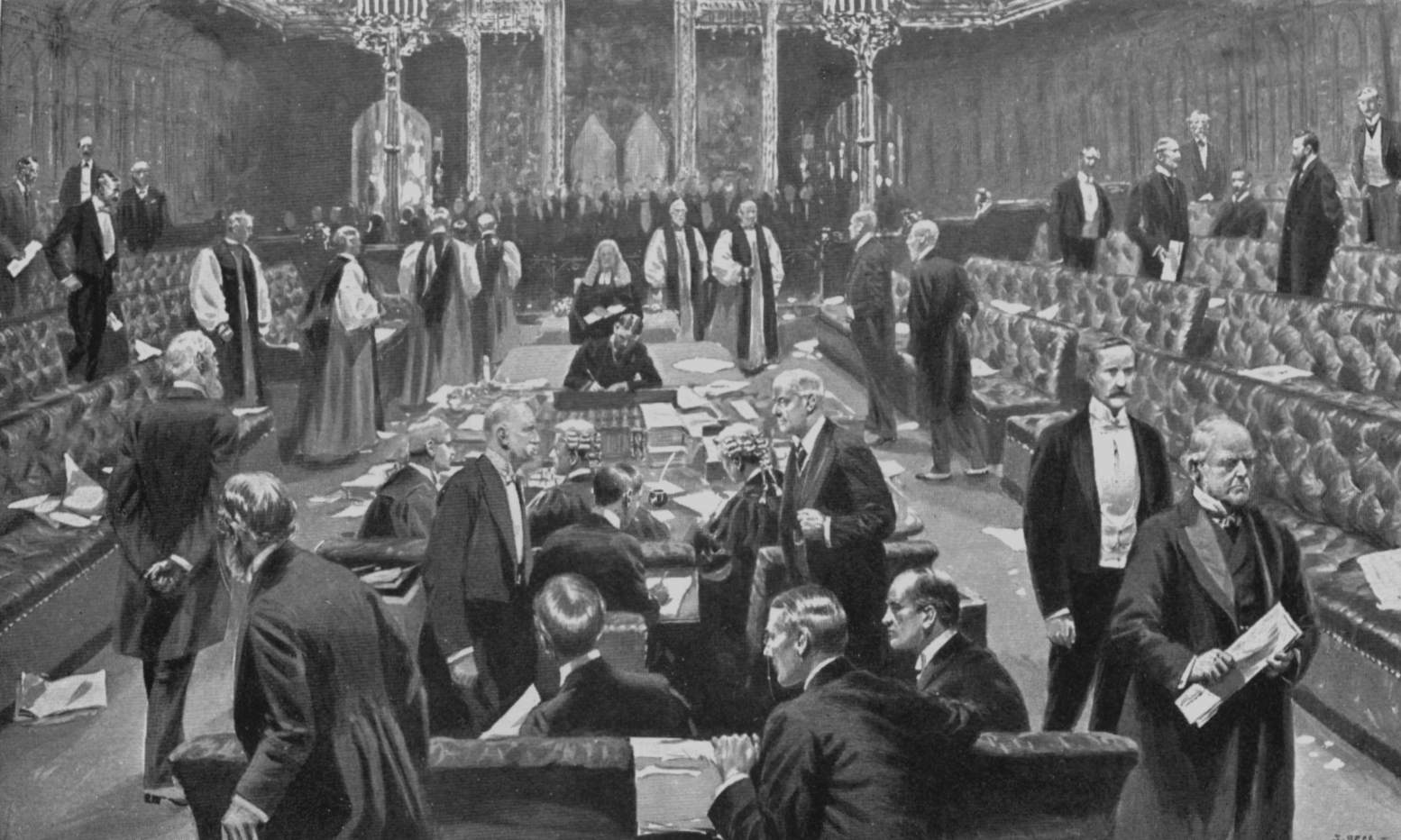
議会法案の貴族院通過を描いた絵画。法案は僅差で可決・成立した。

ジョージ王太子が「ジョージ5世」として即位し、国王が代替わりした。政治的危機のさなかということで、ノウルズは共同秘書官として続投することとなった。
新国王を即位早々に政治的危機にさらすのは良くないというムードとなり、両党の会合がもたれた。しかし交渉はうまくいかず、11月には会合は物別れとなった。アスキスは議会法案について再び有権者に信を問うべく、国王に一年のうち二度目となる解散総選挙を求めた。
ジョージ5世はノウルズに意見を求めた。ノウルズの主張するところ、「国王がもし解散を拒めばアスキスは内閣総辞職するだろうが、バルフォアも1909年12月の時のように政権担当を辞退するだろう。なのでここは政府の意向を入れて議会の解散を認めるべき」と進言して、バルフォアとの1910年4月ランべス宮殿会談の一件を国王に伝えなかった。国王はこの意見に従って解散総選挙の実施を認めた（1910年第二次イギリス総選挙）。結果はほとんど変わらず、ハング・パーラメントとなったが、アスキスはふたたび議会法案を提出してきた。
かねてよりアスキスは法案を貴族院でも成立させるため、第二次総選挙以前から新貴族創家を目指していた。アスキスは参内して、来たる総選挙に自由党が勝利したときは500名もの新貴族創家を約束してほしいと国王に迫っていた。この際にもノウルズは新貴族創家の約束を国王に勧め、アスキス首相の肩を持った。ジョージ5世はノウルズの意見をいれて、不本意ながらアスキスに叙爵を約束した。アスキス首相はバルフォアらに国王のお墨付きを得ていることを伝え、最終的に保守党側が折れて議会法が成立することとなった。

### 晩年
バルフォアはノウルズ秘書官の動きに疑問を感じ、ノウルズが自由党に肩入れして保守党への政権交代を阻んだと非難した。同僚のスタンフォーダム共同秘書官からも、国王を間違った決定（総選挙の実施）に導いたと批判されたほか、新貴族創家の事前約束の助言についても、叙爵の是非はともかく、「叙爵の事前約束」は国王が特定の政党に味方するものと非難されている。
1913年ごろには、ノウルズとバルフォアの不和はジョージ5世も知るところとなり、同年3月にノウルズは国王秘書官から退任した。
1910年よりアレクサンドラ妃（エドワード7世王妃）の侍従を務めていたが、ノウルズはこの職を死去するまで務めた。1924年にハートフォードシャー・リックマンズワースで死去した。息子エドワードが爵位を継承した。ノウルズの墓はハイゲイト墓地にある。

## 評価
- ノウルズの下で秘書官補を務めたフレデリック・ポンソンビー（のち初代サイゾンビー男爵）は、ノウルズを「40年にわたってすべてを自分の手に握り続けたワンマン」と評した[49]。
- 『英国人名辞典』では、仕事上や性格面で弱点がいくらかあったとしつつも、「悪い面よりも良い面の方が多かった。勤勉で、思慮深く、王室に忠実な臣下だった」と評する[6]。
- 関東学院大学の教授君塚直隆は、ノウルズを「国王の代弁者」と評する[50]。議会法危機時のノウルズの助言については公正中立とは言い難いとしながらも、ノウルズとエドワード7世を常に政争に巻き込みつづけたバルフォアに思うところがあったのだろうと論じている[51]。

## 栄典

### 勲章
イギリス
- - バス勲章ナイト・グランド・クロス（GCB）
- - ロイヤル・ヴィクトリア勲章ナイト・グランド・クロス（GCVO）
- - 聖マイケル・聖ジョージ勲章ナイト・コマンダー（KCMG）
- - 帝国文官勲功章（英語版）（ISO）

海外
- ポルトガル：キリスト勲章[52]
- ロシア：白鷲勲章（英語版、ロシア語版）[52]

### 爵位

ノウルズ個人の紋章

1902年7月21日に以下の爵位を新規に叙された。
- 初代オックスフォード州カヴェシャムのノウルズ男爵（1st Baron Knollys, of Caversham in the County of Oxford）

（勅許状による連合王国貴族爵位）
1911年7月4日に以下の爵位を新規に叙された。
- 初代オックスフォード州カヴェシャムのノウルズ子爵（Viscount Knollys, of Caversham in the County of Oxford）

（勅許状による連合王国貴族爵位）

## 家族
アーディン・メアリー・ティリット（Ardyn Mary Tyrwhit、1860年9月2日 - 1922年12月26日）と結婚した。
- （長男）エドワード・ジョージ・ウィリアム・ティリット（英語版）（1895年 - 1966年）- 第2代ノウルズ子爵
- （長女）ルーヴィマ・エリザベス（1888年 - 1958年[55]）